# Codrington (Barbuda)
Codrington è un villaggio  che si trova sull'isola di Barbuda, appartenente al piccolo stato di Antigua e Barbuda. È l'unica località di Barbuda.
Il villaggio venne fondato dalla famiglia di Christopher Codrington e John Codrington nel 1685, per essere il principale centro residenziale dell'isola. Essi costruirono anche un castello, che dominava sulla città, ma che venne gravemente danneggiato da un terremoto nel 1843 e poche tracce ne sono ancora visibili.
Nel 2011 il paese contava 1 638 abitanti. C'è una piccola chiesa e alcune piccole capanne circondate da giardini.